# Caverna delle Fate
La Caverna delle Fate è un sito archeologico dove sono strati ritrovati manufatti litici di tipo Levalloisiano e Musteriano datati ad un periodo compreso tra 100 000 - 50 000 a.C., ancora allo studio per una datazione palinologica.
Qui sono stati ritrovati resti ossei, riferibili ad almeno di cinque Neandertal bambini e adulti.